# آکیرا تاکاتسوکی
آکیرا تاکاتسوکی (انگلیسی: Akira Takatsuki؛ زادهٔ ۱۹۵۹) کارگردان فیلم اهل ژاپن است.